# 鈴木英夫 (ゲームクリエイター)
鈴木 英夫（すずき ひでお、1965年 - ）は、日本のゲームクリエイター。血液型はO型。
『スペースインベーダー』でコンピュータゲームの面白さを知り、学生時代にプログラマーのアルバイトをしていたことからゲーム業界に入る。日本コンピュータシステムに就職し、『重装機兵レイノス』、『重装機兵ヴァルケン』といったSFロボットアクションの製作に関わる。
のちに日本コンピューターシステム時代の同僚と有限会社大宮ソフトを創立。代表取締役社長となった後も、プログラマーやディレクターとしてゲーム製作にも参加している。

## 作品
メサイヤ時代
- 重装機兵レイノス（1990年2月2日、メガドライブ）
- 重装機兵ヴァルケン（1992年12月18日、スーパーファミコン）

大宮ソフト時代
- ロードモナーク とことん戦闘伝説（1994年6月24日、メガドライブ） - プログラム
- FRONT MISSION SERIES GUN HAZARD（1995年2月23日、スーパーファミコン） - ディレクター、プログラム
- カルドセプト（1997年10月30日、セガサターン） - プログラム
- カルドセプト エキスパンション（1999年5月1日、PlayStation） - プログラム
- カルドセプト セカンド（2001年7月21日、ドリームキャスト） - プログラム
- カルドセプト セカンド エキスパンション（2002年9月28日、PlayStation 2） - プログラム
- 機甲装兵アーモダイン（2007年2月22日、PlayStation 2） - ディレクター
- カルドセプトDS（2008年10月16日、ニンテンドーDS） - ディレクター、プログラム
- カルドセプト（2012年6月28日、ニンテンドー3DS） - 監督
- カルドセプト リボルト（2016年7月7日、ニンテンドー3DS） - 監督、プログラム